# 306 км (зупинний пункт)
306 кіломе́тр — залізничний пасажирський зупинний пункт Рівненської дирекції залізничних перевезень Львівської залізниці.
Розташований за кількасот метрів від села Обірки Сарненського району Рівненської області на лінії Сновидовичі — Сарни між станціями Страшів (8 км) та Сарни (4 км).
Станом на серпень 2019 року щодня дві пари дизель-потягів прямують за напрямком Олевськ — Сарни.